# رولاند روبنسون
رولاند روبنسون (بالإنجليزية: Roland Robinson)‏ هو موسيقي وكاتب أغاني أمريكي، ولد في 1949، وتوفي في 11 نوفمبر 2004.